# Wilhelm Wackernagel
Karl Heinrich Wilhelm Wackernagel (Berlin, 1806. április 23. – Basel, 1869. december 21.) német filológus, kultúr- és művészettörténész.

## Élete
Tanulmányai végeztével (1833) a bázeli pedagógium, 1836-ban az ottani egyetem tanára lett. 1854-től a bázeli kanton nagytanácsának volt tagja. Igen alapos, sokoldalú és szellemes tudósként ismerték.

## Művei
- Gedichte eines fahrenden Schülers (1828)
- Geschichte des deutschen Hexameters und Pentameters (1831)
- Übersetzung Walthers von der Vogelweide (1833)
- Über die dramatische Poesie (1838)
- Neuere Gedichte (1842)
- Zeitgedichte (1842)
- Geschichte der deutschen Litteratur (igen becses fő műve, 3 kötet, 1848-56)
- Epeapteroenta, Beitrag zur vergleichenden Mythologie (1860)
- Altdeutsches Lesebuch (1880)
- Altdeutsches Handwörterbuch (1861, 5. kiad. 1878)
- Die Lebensalter (1862)
- Poetik, Rhetorik und Stylistik (1873)
- Kleine Schriften (3 kötet, 1874-75)